# Cagnac-les-Mines
Cagnac-les-Mines település Franciaországban, Tarn megyében. Lakosainak száma 2607 fő (2022. január 1.). Cagnac-les-Mines Taïx, Albi, Castelnau-de-Lévis, Le Garric, Lescure-d’Albigeois, Mailhoc és Sainte-Croix községekkel határos.

## Népesség
A település népességének változása:
| Lakosok száma | 2353 | 2464 | 2570 | 2601 | 2583 | 2578 | 2580 | 2594 | 2607 |
|               | 2013 | 2015 | 2016 | 2017 | 2018 | 2019 | 2020 | 2021 | 2022 |